# 誓言 (宇多田光歌曲)
誓言（日语：／ Chikai */?）是日裔美籍創作歌手宇多田光的一首歌曲，于2018年首次亮相。这首歌同时作为動作角色扮演遊戲《王国之心III》的片尾主題曲，具有深刻的情感表达和复杂的音乐结构。宇多田光还为该歌曲创作了英文版本Don't Think Twice，同样作为该游戏的片尾曲。
这首歌曲融合了靈魂樂的元素，细腻地表达了恋人之间的切身情感。其节奏采用了6/8拍与4/4拍相结合的多重节奏手法，使得歌曲在听觉上富有层次感和独特性。尽管誓言未作为单曲正式发行，发布后依然在Oricon下载榜单中取得了优异的成绩，并在多个国际排行榜上有所表现。该曲目亦收录在宇多田光的第七张日语专辑《初恋》中，并成为她2018年《Laughter in the Dark》巡演的表演曲目之一。这首歌标志着宇多田光继2009年后再次发行全新日语和英语作品，受到广泛好评。

## 概述
誓言是日裔美籍创作歌手宇多田光的歌曲。而英語版則為Don't Think Twice，兩版本分別為史克威尔艾尼克斯電子遊戲《王國之心III》的日本版跟全球版結尾曲 。誓言首次出现在宇多田的第七张日语专辑《初恋》中，并被列入在她的《Laughter In The Dark》巡演的曲目单。
誓言的日語版跟英語版其後一同作為B面曲收錄於宇多田光於2019年1月18日發行的實體單曲《Face My Fears》中，為她自2008年的〈Prisoner Of Love〉後相隔11年來再次以同樣形式發行的單曲。而Don't Think Twice也是宇多田光自2009年英語專輯《This Is the One》後第一首英語原創歌曲。同时，本曲也是宇多田光自光（英文版是Simple And Clean）以及Passion（英文版Sanctuary）之后的第三次为王国之心系列游戏提供主题曲。

## 制作背景
宇多田光表示，在她第六张专辑发行不久后，就收到了为《王国之心》新作创作主题曲的邀请。据宇多田光所说，《幻影》完成后，她一度处于“空虚”状态，但当开始创作誓言时，很快就进入了积极的创作模式。宇多田光的好友Skrillex透露，2016年宇多田光曾拜托他为誓言做混音。但Skrillex认为，这首歌的爵士风格旋律不适合舞曲混音，因此他建议与宇多田一起创作一首新歌，这便促成了Face My Fears的诞生。
誓言这首歌成为宇多田与鼓手克里斯·戴夫（Chris Dave）合作的契机，后者也在宇多田2018年第七张专辑《初恋》中扮演了重要角色。当宇多田把完成的示范带播放给她的音乐伙伴们听时，有人推荐了克里斯，认为他的打鼓风格非常适合这首歌中那种“略微滞后的节奏感”。于是，宇多田联系了身在美国的克里斯并向他发出了邀请。根据宇多田的说法，在录音的过程中，克里斯多次聆听示范带，直到完全掌握其模式并完美再现，甚至无需解释，就能自然理解宇多田所强调的停顿与重音的处理方式。录音和混音工程师继续由前作《幻影》的负责人史蒂夫·菲茨莫里斯（Steve Fitzmaurice）担任。小森雅仁负责了人声录音。参与录音的音乐家还有曾参与《幻影》的乔迪·米利纳（Jodi Milliner，贝斯）、本·帕克（Ben Parker，吉他）和西蒙·黑尔（Simon Hale，钢琴）。此外，西蒙还是弦乐的共同编曲者。
2018年2月10日，宇多田光为游戏《王国之心》系列的正统续作《王国之心III》创作的主题曲誓言正式发布。这是在東京迪士尼度假區为迪士尼粉丝举办的活动“D23 Expo Japan 2018”现场，与游戏的最新预告片一同公布的。同时，还宣布该曲将收录在宇多田光2018年的第七张专辑中。

### 音乐性
誓言是一首充满灵魂感的情歌，歌唱着恋人之间的深情和痛苦。这首歌在节奏上运用了“多重节奏”技巧，既可以听成6/8拍，也可以听成4/4拍的节奏。其4/4拍的鼓点带有摇摆感是这首歌的特点之一。在此基础上，宇多田光有意识地用16分音符进行演唱，表达情感的起伏。在第二段副歌之后，出现了“有时忍不住的眼泪……早已没有选择的余地”这一段歌词，这一部分将华尔兹般的节奏与直线的16拍节奏叠加，形成了不规则的节奏分配。此外，从第二段副歌（2:03）到第三段副歌（2:57），逐渐增多的和声也十分引人注目，宇多田从歌曲的示范带阶段就将这一点视为重要的设计。负责本曲录音的工程师小森雅仁在谈及这首歌时表示：“即便不是非常热衷音乐的听众，在聆听这首歌时也会觉得‘真不错’，同时对于那些狂热的音乐爱好者或音乐人来说，这首歌也有着‘真是厉害’的深度，是一首极具独创性的作品。”宇多田本人也对此曲有自己的看法。
“因《王国之心III》的宣传而公开了这首歌的一部分，但当时很多人反映说‘节奏感不太明白’、‘不知道该怎么打拍子，很难把握’。我自己在制作时是按单纯明了的6/8拍子的方式来创作的，所以这些反应让我很惊讶。于是我重新意识到自己在编曲和节奏上的方式非常独特，正是这些让歌曲变得复杂了，而这并不是所有人都能轻易感受到的。这次专辑的大部分鼓点都是交给克里斯（克里斯·戴夫）处理的，如果不是他，这首歌可能就无法顺利完成。”
 — 宇多田光， 《初恋》专访

## 現場表演
2018年9月17日，宇多田光參加朝日電視台音樂節目《MUSIC STATION》的「ULTRA FES 2018」特輯，於電視節目上首次現場演唱專輯曲誓言，並與主持人進行了特別訪談。其後她亦在同年11月至12月舉行的全國巡迴演唱會「Hikaru Utada Laughter in the Dark Tour 2018」上演唱了歌曲。

## 榜單
尽管誓言并未作为单曲发行，但在发布后的前五天内便获得了7,964次下载，并在7月9日的“Oricon每周数字单曲排行榜”中排名第8。此外，在“Billboard Japan Hot 100”中首次登场便排名第51位，在下载歌曲榜单中排名第10位。在美国Billboard的“全球数字歌曲销量”榜单中，这首歌最高达到了第3名的成绩。
| 週榜單（2018年）                 | 最高 位置 |
| -------------------------------- | --------- |
| 日本（《告示牌》熱門100金曲榜）  | 51        |
| 日本（《告示牌》歌曲下載榜）     | 10        |
| 日本（Oricon單曲下載榜）         | 8         |
| 美國（《告示牌》世界單曲暢銷榜） | 3         |

| 地區                                  | 认证 | 认证单位/销量 |
| ------------------------------------- | ---- | ------------- |
| 日本 單曲下載                         | —    | 7,964         |
| *僅含認證的實際銷量 ^僅含認證的出貨量 |      |               |

## 資料來源
1. 1 2 3  . Real Sound. 2019-08-04  [2023-04-09]. （原始内容存档于2023-04-09） （日语）.
2. 1 2 3 4 5 6  内田正樹. . Real Sound. 2018-06-27  [2020-05-14]. （原始内容存档于2018-08-14） （日语）.
3. ↑  Ashcraft, Brian. . Kotaku. 2018-02-10  [2018-02-10]. （原始内容存档于2018-02-10） （英语）.
4. ↑  . Utadahikaru.jp. Hikaru Utada Official Website. 2018-02-10  [2024-04-10]. （原始内容存档于2024-04-10） （日语）.
5. 1 2  . Spice. 2018-12-20  [2021-08-10]. （原始内容存档于2021-08-10） （日语）.
6. ↑  Sony Music Masterworks.  (新闻稿). PR Newswire. 2018-02-10  [2023-01-29]. （原始内容存档于2023-01-29） （英语）.
7. ↑  . ORICON NEWS. 2018-09-28  [2019-01-25]. （原始内容存档于2019-11-02） （日语）.
8. ↑  . ORICON NEWS. 2018-02-12  [2024-09-23]. （原始内容存档于2024-09-23） （日语）.
9. ↑  Russell, Erica. . Billboard. 2019-01-31  [2022-07-05]. （原始内容存档于2022-07-05） （英语）.
10. ↑   [宇多田光新曲《誓言》将作为游戏《王国之心III》的主题曲+预告片公开]. BARKS. 2018-02-10  [2020-10-17]. （原始内容存档于2024-09-22） （日语）.
11. ↑  内田正樹. . Real Sound. 2018-09-15  [2019-05-17]. （原始内容存档于2021-06-22） （日语）.
12. ↑  . Real Sound. 2018-11-14  [2019-07-29]. （原始内容存档于2019-07-29） （日语）.
13. 1 2  . mora.jp. 2018-06-27  [2021-01-11]. （原始内容存档于2019-05-20） （日语）.
14. ↑  . Oricon. 2018-09-13  [2019-05-11]. （原始内容存档于2022-02-11） （日语）.
15. ↑  . BARKS. 2018-09-13  [2020-10-12]. （原始内容存档于2022-08-21） （日语）.
16. 1 2 3  . Oricon.   [2018-07-05]. （原始内容存档于2018-07-05） （日语）.
17. 1 2  . Billboard Japan.   [2020-07-17]. （原始内容存档于2020-07-17） （日语）.
18. 1 2  . Billboard Japan.   [2021-06-09]. （原始内容存档于2021-06-09） （日语）.
19. 1 2  . Billboard.   [2022-09-27]. （原始内容存档于2022-09-27） （英语）.